# Endre Tót
Endre Tót (* 5. November 1937 in Sümeg, Ungarn) ist ein ungarischer Künstler, der mit Fluxus und Konzeptkunst assoziiert wird und der seit 1978 in Deutschland, seit 1980 in Köln lebt. In den 2010er Jahren realisierte er künstlerische Demonstrationen in mehreren europäischen Großstädten, beispielsweise in Budapest 2013 die Zer0 Demo und 2017 die Gladness Demo, beide an der Boulevardstraße Andrássy út.

## Leben und Werk

### Die 1960er Jahre: abstrakte Malerei
Zwischen 1959 und 1965 studierte Tót in Budapest an der Hochschule für Angewandte Kunst (heute Moholy-Nagy-Universität für Kunsthandwerk und Gestaltung) mit dem Schwerpunkt Wandmalerei. In den 1960er Jahren schuf er informelle Malerei, kurz darauf folgten Collagen und Gemälde im Geiste der Pop Art und Minimal Art. In dieser Zeit, bereits während seines Studiums war Endre Tót mit dem Maler Dezső Korniss befreundet, der die Experimente des jungen Tót in der informellen Kunst schätzte. Korniss war in der unmittelbaren Nachkriegszeit Mitbegründer der Künstlergruppe Európai iskola (Europäische Schule). 1968 und 1969 beteiligte sich Endre Tót an den sogenannte Iparterv-Ausstellungen, an denen sich die neue Künstlergeneration der Neoavantgarde in Budapest erstmals ihre Werke präsentierte.
Tóts malerisches Frühwerk war 2004 in der Kunsthalle Szombathely in Ungarn in einer übergreifenden Ausstellung gezeigt worden.
Eine Retrospektive Tóts frühen Werke wurde 1989 im Kiscelli Múzeum in Budapest gezeigt. Seine Zeichnungen und Tuschemalereien wurden 2003 im Szent István Király Múzeum in Székesfehérvár ausgestellt. Im Jahr 2004 wurde die Ausstellung Vom bemalten Bild bis zum unbemalten Bild. Frühe Werke 1964–1971 in der Kunsthalle Szombathely samt zweisprachigen Ausstellungskatalog realisiert. Die Ausstellung gab einen umfassenden Überblick über Tóts sich rasch verändernden stilistischen Perioden bis zur Erschaffung des konzeptuellen Werks My Unpainted Canvases (1971). Viele seiner Gemälde gingen nach 1989, nach der politischen Wende, in den Bestand öffentlichen Sammlungen in Ungarn über.

### Die 1970er Jahre: Konzeptkunst
Endre Tót vollzog 1970/71 einen radikalen Bruch mit der Malerei und beschäftigte sich fortan mit Konzeptkunst.
„Vielleicht war Endre Tót das phänomenalste Maler-Talent unter den von Amsterdam östlich lebenden Künstlern in der zweiten Hälfte des 20. Jahrhunderts. Tót hat aber mit der Malerei freiwillig wegen einer inzwischen erkannten und wichtiger empfundenen Wahrheit aufgehört.“ (Géza Perneczky, in der ungarischen Zeitschrift Új Művészet, 2003 Jg. 14. Nr. 10.)
Als Abschluss seiner Malerei erstellte er sein Künstlerbuch My Unpainted Canvases, in dem er seine unbemalten Leinwände präsentierte. My unpainted canvases ist ein 1971 in Budapest im Selbstverlag als Offsetdruck hervorgebrachtes Künstlerbuch Endre Tóts, das seinen nicht mehr ausgeführten Gemälden gewidmet ist. Das Heft beinhaltet ausschließlich unterschiedlich große, leere Rechteckkonturen mit dazugehörigen Maßangaben, die der tatsächlichen Größe der abgebildeten Rechtecke nicht entsprechen. Die Maße, der nun nur noch als Idee existierenden Gemälde Tóts waren, zumindest für seine damaligen Verhältnisse als nonkonformer Künstler in einem staatssozialistischen Gesellschaftssystem mit Planwirtschaft, recht groß, beispielsweise: 305 × 230 cm oder 230 × 260 cm.
In der ersten Hälfte der 1970er Jahre entstanden auch weitere Konzepte als wiederkehrendes Thema Tóts Kunst wie Nothing/Zer0, Rain und Gladnesse / TÓTalJOYS, die das Werk in den folgenden Jahrzehnten kennzeichneten. Absent Pictures, die 1972 in dem Buch Aktuelle Kunst in Ost-Europa beim DuMont Verlag in Köln veröffentlicht wurden und die er in den folgenden Jahrzehnten maßgeblich weiterentwickelte, werden von der Kritik bis heute unter den ersten Werke der Konzeptkunst in Osteuropa angesehen. Seine frühen konzeptionellen Arbeiten wurden in Achille Bonito Olivas Europe/America: The Different Avant-Gardes (Mailand, 1976) veröffentlicht.
In seiner Konzeptkunst setzt Tót in der Zeit neue mediale Formate ein wie Telegramm, Postkarte, T-Shirt, Xerokopien, Schreibmaschinen, Filme, Musik, Plakate, Graffiti, Banner, Aktionen, Künstlerbücher und Lichtzeitungen. Er beteiligt sich auch an der weltweiten Mail-Art-Bewegung. Mit seinen papierbasierten Mail-Art-Arbeiten, künstlerischen Druckerzeugnissen und durch seine Postkunst-Aktivitäten ist er „fast in der ersten Stunde in die Kunst der Mail Art eingestiegen“, schrieb der Kurator Jean-Marc Poinsot 1971 über Tót in dem Katalog Mail art, communication à distance, concept. Unter seinen Korrespondenzpartnern lassen sich solche bekannte Namen finden wie Ben Vautier, der später ein Freund wurde, John Armleder, George Brecht, Daniel Spoerri, Cosey Fanni Tutti, Genesis P-Orridge, Dieter Roth, Marina Abramovic und Ken Friedmann.
Mit seinen Künstlerbüchern, die in den 1970er Jahren in Budapest entstanden, erzielte er internationale Erfolge. Seine ersten Bücher wurden im Samisdat bzw. im Selbstverlag veröffentlicht, später erschienen sie bei westeuropäischen Avantgarde-Verlagen. Die bekanntesten davon sind: My Unpainted Paintings, The States of Zeros, Nothing ain’t Nothing (1971), Nothing, Incomplete Information (1972), Zero-Texts (1971–72), Night Visit to the National Gallery (Beau Geste Press, UK), Zero-Post, Rainproof Ideas (1971–74), TÓTalJOYS (1979), Very Special Drawings (1981), Evergreen Book (1990). 1974 erschienen im Schweizer Howeg-Verlag der Zero-Post Briefmarkenbogen von Endre Tót und somit eine die ersten Künstlerbriefmarken der internationalen Postkunst.
Auf Einladung von John Armleder und der Galerie Ecart verbrachte er 1976 sechs Monate in Genf. Dort realisierte er seine allererste Straßenaktion (TOTalJoys, 1976), deren Filmmaterial 2005 vom Pariser BDV (bureau des videos) auf DVD veröffentlicht wurde.
1998 erwarb die Pariser Bibliothèque nationale de France mehrere seiner Künstlerbücher. 2010 wurde die künstlerische Korrespondenz zwischen Endre Tót und John Armleder (Correspondance avec John Armleder, Ecart, Genf, 1974) an die Bibliothek des Centre Pompidou in Paris (Bibliotheque Kandinsky) übergeben. Seine Künstlerbücher wurden in zahlreichen Museumsausstellungen in Europa, in den Vereinigten Staaten und Kanada ausgestellt, u. a. im Rahmen der Ausstellung Livres d'Artistes im Centre Pompidou im Jahr 1985.
Er lebte noch in Budapest, als er 1977 in der Galerie Bama in Paris, ausstellte. Die Ausstellung wurde von Otto Hahn in der französischen Wochenzeitung L'Express besprochen. Seine internationalen Auftritte und seine Mail-Art-Tätigkeit machten ihn in den 1970er Jahren im Westen zu einem der bekanntesten Künstler aus dem Ostblock. Währenddessen waren in Ungarn seine Erfolge außerhalb seines Heimatlandes kaum bekannt und anerkannt.
1977 erschielt er das Stipendium des Berliner Künstlerprogramm des DAAD nach Westberlin. Allerdings wurden seine Visumanträge von den ungarischen Behörden mehrmals abgelehnt. Diese wiederholte Verweigerung der Reiseerlaubnis wurde zum Politikum und schließlich wurde ihm auf Druck der westeuropäischen Presse Tót ein Reisepass ausgestellt, so dass Tót das Stipendium 1978 antreten konnte. In Westberlin realisierte er Straßenaktionen unter dem Titel TÓTalJOYS, die vom Berliner Künstlerprogramm dokumentiert und publiziert worden sind und präsentierte eine Einzelausstellung in der Galerie René Block. Nach dem Stipendium entschied sich Tót für die Emigration und ließ sich 1980 in Köln nieder.
Der Humor und die Ironie seiner Aktionen im öffentlichen Raum und seine Mail-Art-Arbeiten verbinden ihn mit Fluxus in Deutschland, und er war auch der einzige osteuropäische Teilnehmer der Wanderausstellung Fluxus in Deutschland 1962–1992, die von René Block organisiert wurde.

### Die 1980er Jahre: „Blackout“ in Köln
Nach eineinhalb Jahren in Berlin zog er mit seiner Frau Herta nach Köln. Auf die aktive Zeit in Berlin folgten Jahre der Untätigkeit in Köln, wo er bis Mitte der 1980er Jahre kaum arbeitete. 1982 reiste er auf Einladung von Artist Place nach New York, wo er die Wände des Ausstellungsraums mit Kreide bemalte. Dort traf er eine Reihe von Künstlern, darunter Alan Kaprow und seinen alten Bekannten John Armleder.
Ab Ende der 1980er Jahre begann er wieder intensiv zu arbeiten. Er entwickelte die Idee des „Absent Pictures“ weiter, die auf Konzepte sich zurückführen lässt, die Tót noch in Budapest entwickelte. (My Unpainted Canvases, 1971 und Night Visit to the National Gallery, 1974, Museum Visit, 1974).
Mit den sogenannten abwesenden Bildern kehrt Tót zur Malerei zurück, wobei seine Rückkehr gleichzeitig auch die Zerstörung der Tradition des Tafelbildes bedeutete. Seine Blackout- und Katalogisierte-Gemälde sind von dem Versuch gekennzeichnet, die Abwesenheit, das Nichts, eine Fehlstelle durch eine Ästhetik des Verschwindens zu analysieren und darzustellen.
In der Ausstellung ICONOCLASH: Jenseits der Bilderkriege in Wissenschaft, Religion und Kunst (ZKM, Karlsruhe, 2002) wurde Tóts großformatiges Werk Dada Messe in Berlin neben den klassischen Gemälden von Dürer, Rembrandt, Goya, Duchamp, Malewitsch, Picabia, Warhol und Beuys ausgestellt. In der thematischen Ausstellung Who killed the painting (Museum für Moderne Kunst, 2010) in Bremen stellte sein Fluxus-Triptychon (2002, 3 × 200 × 125 cm) aus.

### Die 1990er Jahre: retrospektive Ausstellungen und Kanonisierung
In den 1990er Jahren und in den 2000er Jahren wurden Tóts Werke in seinem Heimatland, in Europa und in den USA oft ausgestellt. Nach der politischen Wende wurden Tóts Werke unter dem Titel Semmi sem Semmi (Nichts ist Nichts) in der Kunsthalle Budapest ausgestellt. Vier Jahre später folgte eine Ausstellung im Museum Ludwig in Köln mit dem Titel Who is afraid of Nothing? Diese Ausstellung wurde Ende 1999 auch in der Budapester Ludwig Museum präsentiert. Tót ist außerdem der erste ungarische Künstler, der eine Einzelausstellung im Museum Fridericianum in Kassel hatte, mit einem Ausstellungstitel in ungarischer Sprache Titel Semmi sem Semmi.
Örülök, hogy itt álltam („Ich freue mich, dass ich hier gestanden habe“) – so lautet die Inschrift auf der 1998 eingeweihten Bronzetafel im Bürgersteig vor dem ehemaligen Ausstellungsraum des Kunstforschungszentrums Artpool in Budapest (Paulai-Ede-Straße 64). Im September 2004 wurde in seiner Wahlheimat Köln auch eine Tafel mit einer ähnlich ironischen Inschrift enthüllt: „Ich freue mich, dass ich hier gestanden habe“, lautet die Inschrift im Pflaster der Dachterrasse des Museums Ludwig.

### 2000er Jahre: „Ich bin glücklich, einen Satz nach dem anderen schreiben zu können“
Im Jahr 2000 zeigte die internationale Ausstellung Protest & Survive in der Londoner Whitechapel Gallery eine fotografische Dokumentation von Tóts ersten Straßenaktionen. Am Eröffnungstag der Ausstellung wurden die Besucher von einem riesigen Banner vor dem Eingang der Galerie begrüßt: „We are glad if we can DEMONSTRATE“. Die Kuratoren wollten damit den politischen Aspekt in Tóts Freudenaktionen hervorheben: „Tót’s response to the censorship, isolation and suppression inherent in a totalitarian state was to produce his series of joy.“ (Zitat aus dem Ausstellungskatalog.) In der thematischen Ausstellung Superstars von Warhol bis Madonna (2005) im Kunstforum Wien hing seine Papierarbeit (Smile somewhere here) direkt neben Marcel Duchamps Mona Lisa mit Schnurrbart (Moustache and Beard of L.H.O.O.Q.).
Im Jahr 2009 wurden seine künstlerisch gestalteten Memoiren Örülök, ha egyik mondatot a másik után írhatom [Ich bin glücklich, einen Satz nach dem anderen schreiben zu können] beim Noran Verlag in ungarischer Sprache veröffentlicht.

### 2010er Jahre: Endre Tót in Sammlungen und Aktionen im öffentlichen Raum
Seit den 2000er Jahren hat sich seine Beteiligung an verschiedenen Museumsausstellungen vervielfacht: Er stellte im Neuen Museum Nürnberg, im Museum für Moderne Kunst Wesenburg Bremen, im Centre Georges-Pompidou Paris und in der V. Koc Foundation Contemporary Art Collection Istanbul aus. Darüber hinaus wurde er zu mehreren großen internationalen thematischen Ausstellungen eingeladen, die wichtigste darunter war 2018 die Ausstellung im British Museum mit dem Titel Artists' postcard from 1960 to now mit 12 Rain-pieces von ihm. 2017 fand seine Ausstellung zer0 makes me glad sad mad im Staatlichen Museum Schwerin statt. In den letzten Jahren hatte es außerdem Einzelausstellungen auch in Paris, Mailand, Wien, Budapest und im MODEM in Debrecen. 2019 reiste er auf Einladung des Palazzo delle Expositioni nach Rom für die Ausstellung Techiche d'Evasione, wo Werke der ungarischen Neoavantgarde gezeigt wurden. Hier wurden eine Reihe seiner frühen konzeptionellen Arbeiten aus den frühen 1970er Jahren ausgestellt.
Die Ausstellung des Centre Georges-Pompidou über die osteuropäische Avantgardekunst der zweiten Hälfte des 20. Jahrhunderts zeigte Tóts großformatige Fotodokumentation der Zero-Demo sowie Videomaterial von seinen Straßenaktionen. Zeitgleich mit dieser Ausstellung zeigte das Ungarische Institut in Paris die Ausstellung der Gruppe Iparterv (Le Progrès de l'Illusion), in der Tóts frühe abstrakt-expressionistische Gemälde und Papierarbeiten (1966/67) zu sehen waren.
Zwischen 1975 und 2010 wurden Tóts konzeptionelle Werke von bedeutenden Museen auf der ganzen Welt erworben, darunter das Museum of Modern Art in New York, das J. Paul Getty Museum in Los Angeles, die Tate und das British Museum in London, das Museum Ludwig in Köln, die Neue Nationalgalerie in Berlin, das Israel-Museum in Jerusalem, das Gemeentemuseum in Den Haag und das Museum der Bildenden Künste in Budapest. Viele seiner Werke befinden sich auch in Museen in Mittel- und Osteuropa und wurden nach der politischen Wende in die bekanntesten Sammlungen der ehemaligen sozialistischen Staaten übernommen: Die Nationalgalerie Prag, das Museum Stuki in Łódź, das Museum für Moderne Kunst in Ljubljana, die Nationale Kunstgalerie Zachęta in Warschau, das Museum für Moderne Kunst in Olomouc, die Ungarische Nationalgalerie und das Ludwig Museum für zeitgenössische Kunst in Budapest.
Einige Werke aus seinen frühen Jahren in Budapest wurden sogar in die öffentlichen Kunstsammlungen zweier lateinamerikanischer Länder aufgenommen: In das Center de Arte y Communicación (CAYC) in Buenos Aires und in das Museu de Arte Contemporaneu da Universidade de Sao Paulo.
Die Zahl seiner Werke in Privatsammlungen lässt sich über 100 einschätzen. Tóts Werke in international renommierten Privatsammlungen: Sammlung Dr. Speck (Köln), Sammlung René Block (Berlin), Das Archive Sohm (Stuttgart), The Sacker Archive of Concrete und Visual Poetry (Miami Beach, Florida), Sammlung Dr. Jürgen Kelter (Köln), Sammlung Nudelman László (Budapest), Sammlung Manfred Ballmann (Seckach).
Nach seiner Retrospektive im MODEM im Jahr 2012 hat Endre Tót die Arbeit im Studio fast vollständig aufgegeben und konzentriert sich seither hauptsächlich auf Aktionen im öffentlichen Raum und auf Demonstrationen im Kontext von Kunst. Im Zusammenhang mit der Ausstellung in MODEM organisierte er eine so genannte Zer0-Demo mit Jugendlichen aus Debrecen. Diese Aktion war seine erste öffentliche Straßenaktion in Ungarn. Am 2. Mai 2013 organisierte er dann eine groß angelegte Zer0-Demo mit fast 200 Beteiligten auf der Allee Andrássy út in Budapest. Die Kunst-Demonstration wurde polizeilich begleitet. Die Budapester Zer0-Demo wurde 2015 in Köln während der Art Cologne (17. April 2015) wiederholt, gefolgt von einer Demonstration während seiner Einzelausstellung in Hamburg (8. September 2015). Diese Aktionen hatten einen Performancecharakter. In Weiterentwicklung seiner frühen Freudendemonstrationen in Bonn, Paris und Amsterdam inszenierte er im Herbst 2017 im Rahmen der OFF-Biennale Budapest die erste Gladness-Demo in Budapest, ebenfalls auf der Andrássy út. Im Gegensatz zu den Demonstrationen mit ein paar Dutzend Menschen als Teilnehmern in den 1970er und 1980er Jahren hat er 2017 den Aufzug mit mehr als hundert Teilnehmern am 8. Oktober 2017 realisiert. Die Teilnehmer trugen Fotos von ihren eigenen lachenden Gesichter auf großen Schildern, während am Anfang des Umzugs ein riesiges Banner mit der Aufschrift „We are glad when we can demonstrate“ zu sehen war. Endre Tót verwendete die Schilder mit den lachenden Porträts, um eine Installation für die Ausstellung IPARTERV 50+ des Ludwig Múzeum Budapest zu verwirklichen.
Während der Covid-19-Pandemie 2020 brachte ein bekannter britischer Verlag, Show & Tell Editions, 75 Exemplare einer Gesichtsmaske mit der Aufschrift TÓTalJOY heraus.

## Preise und Auszeichnungen
Im Herbst 2006 wurde Endre Tót zur Teilnahme am 47th October Salon in Belgrad eingeladen. Die Ausstellung mit dem Titel Art, Life & Confusion umfasste 112 ausstellende Künstler aus 33 Ländern und allen Kontinenten. 14 verschiedene Museen, Galerien und alternative Ausstellungsräume in Belgrad waren Gastgeber der groß angelegten Veranstaltung. Tóts Absent Pictures wurden in den Sälen des Museums der Jugoslawischen Geschichte ausgestellt, während eine Reihe von Fotografien von seiner Straßenaktion The Hope in the Nothing an einem ungewöhnlichen Ort, nämlich in dem mittelalterlichen Thermalbad, das heute nicht mehr genutzt wird, gezeigt wurden. Im Rahmen der Ausstellung wurde Tóts Flyer und Zer0 Aktionen im Zentrum von Belgrad aufgezeichnet und im Fernsehen übertragen. Tót erhielt den Sonderpreis der Jury der Ausstellung von Robert Storr.
Im Jahr 2008 wurde Tót von Glenn D. Lowry, dem Direktor des MoMA in New York, die Ehrenmitgliedschaft des Museums verliehen.
Er war fast siebzig Jahre alt, als er die erste offizielle ungarische Anerkennung erhielt: Tót wurde 2006 der Munkácsy-Preis verliehen. Im Jahr 2009 wurde er mit dem Kossuth-Preis für seine „Rolle bei der Erneuerung der ungarischen Kunst und für sein Lebenswerk von universeller Bedeutung“ ausgezeichnet.
2019 wurde Endre Tót zum Ehrenbürger seiner Heimatstadt Sümeg ernannt. Zwei Jahre zuvor wurde in Sümeg vor seinem Geburtshaus (Sümeg, Kossuth u. 19) eine Tafel mit der Aufschrift „Ich bin froh, dass ich hier stand. Endre Tót“ enthüllt.
Weitere Auszeichnungen:
- Drawing Triennale, Wroclaw, 1974, 1977, 1992
- Lisbon International Show, Lissabon, 1979
- Stipendium des Berliner Künstlerprogramm des DAAD, West-Berlin, 1978/79
- Atelierstipendium, Stedelijk Museum, Amsterdam, 1980
- Arbeitsstipendium, Kunstfonds e. V., Bonn, 1990
- Honorar Artist Membership, Whitechapel Art Gallery, London, 2005
- Mihály-Munkácsy-Preis, Budapest, 2006
- Special Award, 48th Autumn Salon, Belgrad, 2006
- Honorar Artist Membership, Museum of Modern Art, New York, 2008
- Kossuth-Preis, Budapest, 2009
- Ehrenbürger von Sümeg, 2019

## Ausstellungen

### Einzelausstellungen
- 1966 Építők Műszaki Klubja, Budapest
- 1975 One-man-show Endre Tót, Israel Museum, Jerusalem
- 1975 Galeria Akumulatory 2, Poznan
- 1976 Galerie Ecart, Genf
- 1976 Galerie St. Petri, Lund, Sweden
- 1977 Galerie Bama, Paris
- 1978 Galleri Sudurgata 7, Reykjavik, Iceland
- 1979 Galerie René Block, West-Berlin
- 1981 Artothek Köln
- 1991 Kölnischer Kunstverein (zusammen mit Martin Kippenberger), Köln
- 1991 Galerie Berndt, Köln
- 1995 Semmi sem semmi, Műcsarnok, Budapest
- 1996 Galerie Hundertmark, Köln
- 1999 Who’s Afraid of Nothing? Abwesende Bilder / Absent Pictures, Museum Ludwig, Köln
- 1999 Nem félünk a semmitől, Ludwig Múzeum - Museum für zeitgenössische Kunst, Budapest
- 2003 Frühe Arbeiten (1964 – 68), Szent István Király Múzeum, Székesfehérvár
- 2004 A festett képtől a meg nem festett képig - korai munkák 1965–1970, Szombathelyi Képtár, Szombathely
- 2006 Semmi sem semmi (Nichts ist nicht Nichts), Museum Fridericianum, Kassel
- 2012 Nagyon speciális örömök (Very Special Joys), MODEM, Debrecen
- 2017 Endre Tót. Zer0 makes me glad sad mad, Staatliches Museum Schwerin
- 2017 Amir Shariat Galerie, Wien
- 2017 Very Special Gladnesses, Robert Capa Contemporary Photography Center, Budapest
- 2019 Pertu No 13 – Endre Tót – Monogramista T.D, Galéria umenia Ernesta Zmetáka, Nové Zámky[17]
- 2019 Loom Gallery, Mailand
- 2019 Layout paintings 1988–1991, acb Galéria, Budapest
- 2020 Very Special Gladnesses, Galerie Salle Principale, Paris
- 2021 I am glad when the Berlin wind blows my flag, Galerie Mathias Güntner, Berlin[18]
- 2024 Ich bin sehr glücklich und Du? Galerie aKonzept & Raphaël Levy, Berlin

### Gruppenausstellungen
- 1965 Ferenczy Károly Múzeum, Szentendre.
- 1968 Iparterv I., IPARTERV Festsaal, Budapest
- 1969 Iparterv II., IPARTERV Festsaal, Budapest
- 1971 VII. Biennale de Paris (Envois Section), Parc Floral de Paris, Paris
- 1973 FLUXshoe, Museum of Modern Art, Oxford
- 1976 The Artist and the Photograph, Israel Museum, Jerusalem
- 1976 Artist’s Books, I.C.E., London (and British Tour).
- 1978 Mona Lisa im 20. Jahrhundert, Wilhelm Lehmbruck Museum, Duisburg.
- 1978 Artist’s Books, Centolibri d’artista cento, Palazzo Strozzi, Florence
- 1979 daadgalerie, West-Berlin
- 1981 Books by Artists, National Gallery of Canada, Ottawa
- 1982 Young Fluxus, Artists’ Space, New York
- 1984 International Artists Committee - Exhibition, Museum Fridericianum, Kassel
- 1985 Livres d’Artistes, Centre George Pompidou, Paris
- 1989 Fluxus and Friends, University of Iowa, Iowa Museum of Art, Iowa
- 1992 Kunst des XX. Jahrhunderts (1970–90), Szépművészeti Múzeum, Budapest
- 1994 Fluxusbritannica, Tate Gallery, London
- 1995 Fluxus - Eine lange Geschichte mit vielen Knoten. Fluxus in Deutschland 1962–1994, diverse internationale Ausstellungsorte
- 1996 Mail Art: Osteuropa im internationales Netzwerk, Staatliches Museum, Schwerin.
- 1999 Cronos & Kairos. Die Zeit der Zeitgenössischen Kunst, Museum Fridericianum, Kassel.
- 1999 Aspect/Position – 50 Jahre Kunst aus Mitteleuropa 1949–99, Museum Moderne Kunst, Stiftung Ludwig, Wien
- 2000 Protest & Survive, Whitechapel Art Gallery, London
- 2000 The Art of Eastern Europe in Dialogue with the West – from the I96Os to the present, Museum of Modern Art, Ljubljana
- 2002 Iconoclash. Beyond the Image Wars in Science, Religion and Art. ZKM – Center for Art and Media, Karlsruhe
- 2005 Superstars. Von Andy Warhol bis Madonna, Kunsthalle und Kunstforum, Wien
- 2006 Eye on Europe – 1960 to Now, Museum of Modern Art, New York
- 2007 Fluxus East, Bethanien, Berlin
- 2008 Procession in Art, Museum voor Moderne Kunst, Arnheim
- 2009 Werke aus der Sammlung Block. Neues Museum, Nürnberg
- 2010 Who killed the painting?, Museum für moderne Kunst, Weserburg, Bremen
- 2010 Les Promesse du Passé, Centre George Pompidou, Paris
- 2010 Starter – Works from the Vehbi Koc Foundation Contemporary Art Collection, Arter, Istanbul
- 2011 Museum of Parallel Narratives. In the framework of L'Internationale, Museu d'Art Contemporani, Barcelona.
- 2012 Atlas critique, Parc Saint Léger, Centre d’artcontemporain, Paris
- 2013 The Unanswered Question. İskele 2, n.b.k und TANAS, Berlin
- 2017 With the Eyes of Others: Hungarian Artists of the Sixties and Seventies, Elisabeth Dee, New York
- 2019 Iparterv 50+, Kortárs Művészeti Múzeum – Ludwig Múzeum, Budapest.
- 2019 The word exists to be put on a postcard: artists' postcard from 1960 to now, British Museum, London.
- 2019 Evasion techniques, Hungarian Avant-garde in the 1960s and 1970s, Palazzo delle Esposizioni, Rom

### Aktionen im öffentlichen Raum
- 1972 I’m glad if I can stamp in Warsaw too, Galeria Foksal, Warschau
- 1973 After 1/2 a minute I shall say something, Galeria Adres, Łódz
- 1976 TÓTalJOYs, Galerie Ecart, Genf
- 1979 I’m glad if I can type zerOs (als Teil des Festivals Hotel Room Event), Hotel Steiner und Neue Studiogalerie Mike Steiner, West-Berlin
- 1980 Wir freuen uns, wenn wir demonstrieren können, Bonn
- 1980 Outdoor Texts, Amsterdam
- 1981 Zer0-Demo, Viersen
- 1991 Zer0-Demo, Oxford
- 2000 We are glad if we can demonstrate, Whitechapel Art Gallery, London
- 2000 TÓTaIJOYS, Whitechapel Art Gallery, London
- 2002 Very Special Gladnesses. 4 Jahre: Fluxus und die Folgen, Wiesbaden
- 2002 Wir sind immer sehr froh… Fluxus in Deutschland 1962–94, 2002. 14. Dezember Museum Fridericianum, Kassel
- 2006 Flyer Aktion, Kassel
- 2006 Zer0-Flyer Aktion, Belgrad
- 2007 Joy-Flyer Aktion, Berlin
- 2008 Zer0-Flyer Aktion, Tallinn
- 2012 Zer0-Demo, Debrecen
- 2013 Zer0-Demo, Budapest[19]
- 2015 Zer0-Demo, Köln
- 2015 Zer0-Demo, Hamburg
- 2017 Zer0-Demo, Schwerin
- 2017 Gladness Demo / Örülünk, hogy demonstrálhatunk, im Rahmen der OFF-Biennale Budapest[20]

## Editionen (Auswahl)
(Quelle: )
- 1971 nothing, Samizdat-Edition, Budapest
- 1971 STAMPED BY ENDRE TÓT, Samizdat-Edition, Budapest
- 1971 Semmi Sem Semmi, Samizdat-Edition, Budapest
- 1971 My Unpainted Canvases, Samizdat-Edition, Budapest
- 1971 THE STATES OF ZERO, Samizdat-Edition, Budapest
- 1972 Possessive Adjective, Samizdat-Edition, Budapest
- 1972 ABSOLUTE POSSESSIVE PRONOUNS, Samizdat-Edition, Budapest
- 1972 TEN QUESTIONS by Endre Tót
- 1972 Incomplete Information verbal & visual
- 1973 Exercise, ED. NR. 6 Oldenburg (I.A.C) Klaus Groh Verlag
- 1973 On the next page I shall say something, Samizdat-Edition, Budapest
- 1973 DZIESIEĆ PYTAŃ, Samizdat-Edition, Budapest
- 1973 I am glad if I can write sentences, one after the other, Samizdat-Edition, Budapest
- 1973 ONE DOZEN RAIN POSTCARDS (1971–73), Samizdat-Edition, Budapest
- 1974 Zero-Texts (1971–72), Graz (Autriche) : Studentenhaus Leechgasse 24 der katholischen Hochschulgemeinde éditeur, 1974
- 1974 ZEROPOST (noir), Genève: Edition Howeg & Ecart
- 1974 Night Visit to the National Gallery, Beau Geste Press, Cullompton/Devon
- 1974 Correspondance avec John Armleder, Ecart Publications, Genève
- 1974 TÓTal Questions by TÓT, Köln : Edition Hundertmark, 1974.
- 1974 COLOURED DAYS
- 1974 one dozen rain pOstCarDs (1971–73), Stuttgart (Westdeutschland) reflection press, Nr.26, Albrecht Verlag
- 1974 ½ Dozen incomplete visual informations on… , Samizdat-Edition, Budapest
- 1975 NULLIFIED DIALOGUE, Bern: Artists Press; Hinwil (Schweiz): Howeg
- 1975 Rainproof Ideas (1971–74), The Israel Museum, Jérusalem
- 1975 STARS FROM POLAND, Lund: Jean Sellem Edition, S:T Petri Galerie
- 1976 Zer0-Post, Ecart Publications, Genf / Howeg – Verlag, Hinwil
- 1977 TÓTal zer0s (1973-1977), Köln: Edition Hundertmark
- 1977 Gladness Writings (1973 - 1976), Lüttich: Editions Yellow Now
- 1977 DIRTY RAINS, , Edition J. Sellem, Lund, Schweden
- 1979 TÓTaIJOYs, Rainer Verlag, Berlin / Berliner Künstlerprogramm des DAAD, Berlin-ouest
- 1979 1/2 DOZEN BERLINER GLADNESS POSTCARDS, Berlin: Edition Herta
- 1979 Ten Documents (1973 - 80), Amsterdam: Stempelplaats
- 1981 Very Special Drawings, Rainer Verlag, Berlin
- 1981 Book of an Extremely Glad Artist, Rainer Verlag, Berlin
- 1983 From Cologne some JECKE DINGE to you, everybody and nobody, Designbuch Verlag, Bernd Löbach Herausgeber
- 1983 Stamps 1971–83, Designbuch Verlag, Bernd Löbach Herausgeber
- 1984 SPECIAL DRAWINGS - PRIVATE SPACE, Verlag Kunoldstr.34, Jürgen O. Olbrich
- 1990 Evergreen Book for everybody nobody and me, Köln-Budapest: Edition Irodalmi Levelek
- 1991 Masterpieces from Cimabue to Warhol (1971–89), Lille (Frankreich): Verlag und Druck Alain Buyse 1991.
- 1999 Who’s Afraid of Nothing, Museum Ludwig, Cologne
- 2006 Nichts ist nicht Nichts, Museum Fridericianum, Kassel

## Werke in Sammlungen (Auswahl)
- Bibliothéque nationale de France, Paris, Musée national d'art moderne,Centre George Pompidou, Paris, Bibliothéque Kandinsky, Centre George Pompidou, Paris
- Museum of Modern Art (MoMA), New York
- The J. Paul Getty Museum, Los Angeles, San Francisco Museum of Modern Art (SFMOMA), San Francisco
- Tate Gallery of Modern Art, London, British Museum, London
- Museum Ludwig, Köln
- Neue Nationalgalerie / Hamburger Bahnhof, Berlin
- Sammlung zeitgenössischer Kunst der Bundesrepublik Deutschland, Bonn
- Museu d’Art Contemporani de Barcelona (MACBA), Barcelona
- The Israel Museum, Jerusalem
- Gemeentemuseum, Den Haag
- Museum van Hedendaagse Kunst (MuHKA), Antwerpen
- Museu de Arte Contemporânea da Universidade de São Paulo, Sao Paulo
- Centro de Arte y Comunicación (CAyC), Buenos Aires
- Národní galerie Praha, Prag
- The Olmouz Museum of Modern Art, Olomouc
- Muzeum Sztuki, Lodz
- Museum of Modern Art, Warschau
- Museum of Modern Art (MG+MSUM), Ljubljana
- The Museum of Contemporary Art, Zagreb
- Frac Pays de la Loire, Carquefou
- Szépműveszeti Múzeum, Budapest, Magyar Nemzeti Galéria (MNG), Budapest, Ludwig Múzeum - Kortárs Művészeti Múzeum, Budapest, Kiscelli Múzeum, Budapest, Artpool, Budapest
- Szent István Király Múzeum, Székesfehérvár
- Szombathelyi Képtár, Szombathely
- Jannus Pannonius Múzeum, Pécs
- MODEM Modern és Kortárs Művészeti Központ, Debrecen
- Modern Képtár, Művészetek háza, Veszprém